# 25e régiment d'artillerie
Le 25e régiment d'artillerie (25e RA) est une unité d'artillerie de l'armée française, créée en 1872 dissoute en 1981.

## Création et différentes dénominations
- 10 février 1872 : création à Vincennes du 25e régiment d'artillerie à partir de batteries du 17e régiment d'artillerie. Le régiment est basé à Châlons sur Marne.
- 1883: transformation en 25e régiment d'artillerie de campagne
- février 1919 : devient le 25e régiment d'artillerie de Marche
- 1923 : 25e régiment d'artillerie divisionnaire à Thionville
- 1939 : 25e régiment d'artillerie à Châlons-en-Champagne[1]
- juin 1940 : le régiment est détruit et capturé, il appartenait à la 12e division d'infanterie motorisée.
- 1945 : reformation en tant que 25e régiment d'artillerie métropolitaine
- août 1955 : création du Groupe de Marche I/25 pour participer au maintien de l'ordre en AFN
- 9 mars 1957 : devient le I/25e régiment d'artillerie à pied.
- 1er mai 1958 : devient à nouveau le 25e régiment d'artillerie
- 1er janvier 1981 : dissolution à Thionville

## Colonels et chefs de corps
- 1872 : Émile Sempé
- 1875 : colonel Moulin
- 1882 : colonel Zurlinden
- 1885 : colonel Delabrousse
- 1888 : colonel de Cabanel de Sermet
- 1891 : Adrien Dubouays de la Bégassière[2]
- 1893 : colonel Ploix
- 1895 : colonel Durand
- 1899 : colonel Parizot
- 1903 : colonel Bertin Boussu
- 1906 : colonel Billette de Villeroche
- 1906  colonel Delétoille
- 1910 : colonel De Laguiche
- 1912 : Antoine Targe
- 1913 : colonel Godar
- 1929 : colonel Coulon
- 1930 : Pierre Nicolas Louis Decharme
- 1936 : Auguste Antoine Palasse
- 1937 : colonel Prevot
- 1947 : colonel Dumoncel
- 1953 : colonel Beauvallet
- ? : colonel Kraffe (adjoint au général commandant l'Artillerie en Algérie )
- 1963 : colonel Dupont
- ? : Le colonel Ladoux précédait
- ? : le colonel Berthier
- 1966 à 1968 : colonel Fabre
- 1976 1977 : colonel Ludovic Dupont de Dinechin
- 1972 1974  : colonel Berthier
- 1981 : colonel Menenteau, a ensuite commandé le 8e RA à Commercy.

## Historique des garnisons, combats et batailles

### 1872-1914
Le 25e régiment d'artillerie est formé à Vincennes par ordre du 20 avril 1872 avec : 
- 2 batteries provenant du 8e régiment d'artillerie
- 7 batteries provenant du 12e régiment d'artillerie
- 1 batterie provenant du 13e régiment d'artillerie
- 1 batterie provenant du 17e régiment d'artillerie

En 1873, il fait partie de la 6e brigade d'artillerie et est reconstitué avec 8 de ses batteries, il reçoit 1 batterie à cheval du 8e régiment d'artillerie et cède 2 batteries montées au 32e régiment d'artillerie et 2 batteries au 35e régiment d'artillerie.
En 1874, il prend garnison à Chalons-sur-Marne

### Première Guerre mondiale
En casernement à Chalons-sur-Marne

#### Affectation
6e brigade d'artillerie (en temps de paix), artillerie de la 12e division d'infanterie (guerre).
Composition : 3 groupes de 9 batteries de 75 (36 canons). 

### Entre-deux-guerres

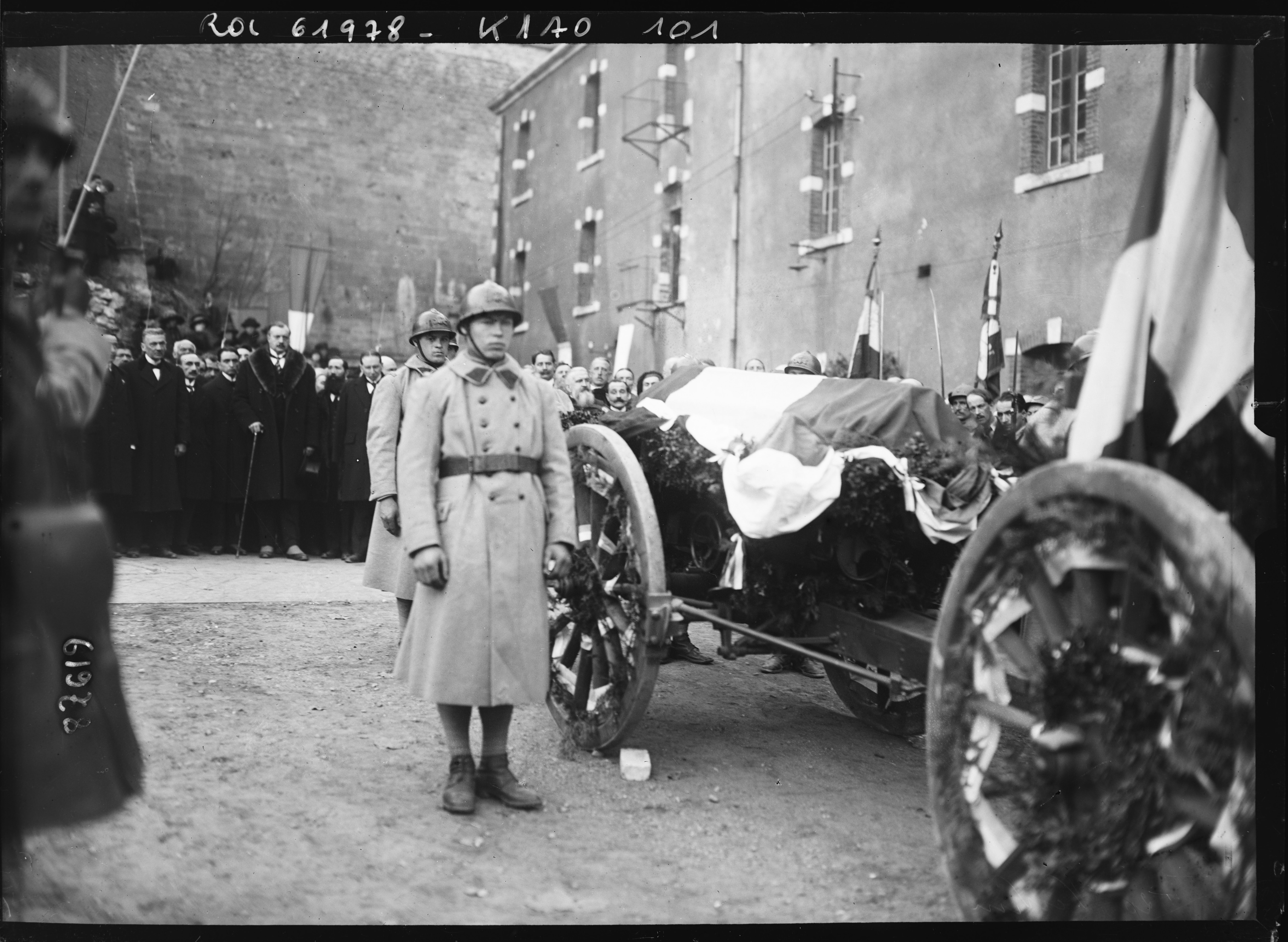
Artilleurs du lors du départ du corps du soldat inconnu de Verdun le 10/11/1920.

Lors de la réorganisation décidée en 1923 et mise en application le 1er janvier 1924, le 25e RAC est dissout et renforce le 40e régiment d'artillerie divisionnaire à Châlons et le 61e régiment d'artillerie divisionnaire à Metz et Verdun. Le 25e RAD est recréé à partir du 201e régiment d'artillerie de campagne. Il est rattaché au 33e corps d'armée et détaché à l'armée du Rhin.

### De 1945 à nos jours
De 1945 à 1981, le 25e RA est en garnison à Thionville au sein du quartier Jeanne d'Arc.

## Étendard
Il porte, cousues en lettres d'or dans ses plis, les inscriptions suivantes :
- Les Éparges 1915
- Verdun 1916
- Grivesnes 1918
- Flandres 1918

## Décorations
Sa cravate est décorée :

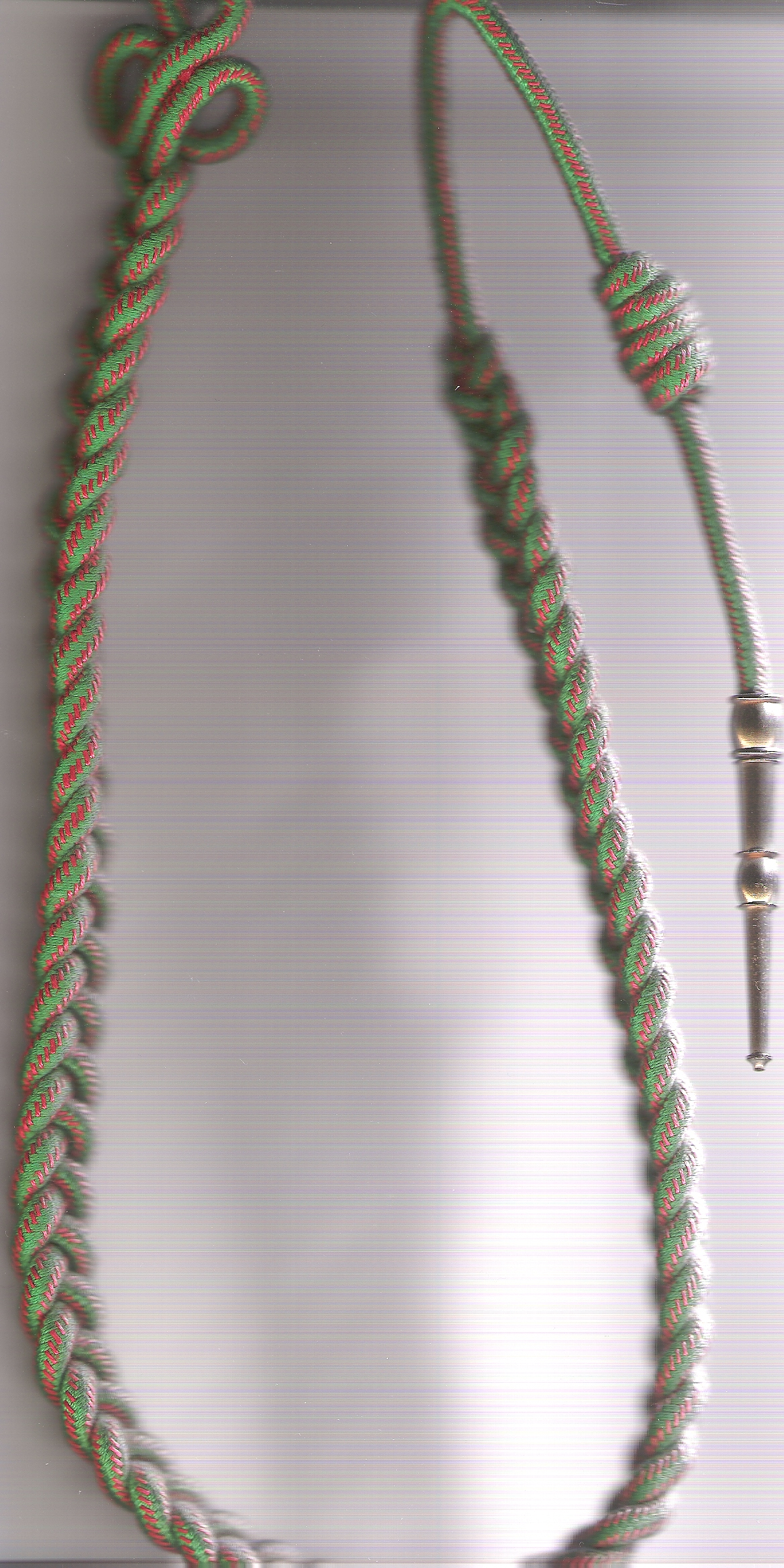
fourragère aux couleurs du ruban de la croix de guerre 1914-1918

De la croix de guerre 1914-1918 avec deux palmes.
- Ordre du 6e Corps d’Armée no 42 du 11 mai 1918, le général commandant le 6e corps d’armée cite à l'ordre du corps d’armée.
- Ordre de la Xe Armée no 345 du 15 octobre 1918, le général commandant la 10e Armée cite à l'ordre de l'Armée.
- Ordre Général no 678 du 18 décembre 1918, cette deuxième citation à l’ordre de l’Armée entraîne pour le 25e le droit au port de la fourragère, désirée depuis si longtemps. Ordre général no 140 “ F ”du 19 décembre 1918.

## Personnages célèbres ayant servi au25eRA
- Jacques Cariou, triple médaillé en équitation aux Jeux olympiques de 1912, lieutenant au 25e RA en 1902 et 1903[5].
- Jean Dettweiller, membre de la bande à Bonnot
- Général René Olry, lieutenant, puis capitaine au 25e RA de 1912 à 1915.
- Henri Paumelle
- Général Welwert, sous-officier au 25e RA en 1907 et 1908, il y revient en 1915 en tant que capitaine, puis chef d'escadron.

### Sources et bibliographie
- Histoire de l'armée française, Pierre Montagnon.
- Historique du 25e régiment d'artillerie de campagne, Paris, Berger-Levrault, 48 p., lire en ligne sur Gallica.
- Louis Susane : Histoire de l'artillerie Française
- Historiques des corps de troupe de l'armée française (1569-1900)